# Tubulipora proteica
Tubulipora proteica är en mossdjursart som beskrevs av Moyano 1983. Tubulipora proteica ingår i släktet Tubulipora och familjen Tubuliporidae. Inga underarter finns listade i Catalogue of Life.